# مسابقات جهانی ژیمناستیک ریتمیک ۱۹۶۳
مسابقات جهانی ژیمناستیک ریتمیک ۱۹۶۳ اولین دوره مسابقات جهانی ژیمناستیک ریتمیک است که در بوداپست، مجارستان از ۷ تا ۸ دسامبر ۱۹۶۳ میلادی برگزار شده‌است.

## کشورهای شرکت کننده
۲۸ ورزشکار از ۱۰ کشور - چکسلواکی, اتحاد جماهیر شوروی سوسیالیستی, بلغارستان, مجارستان, فنلاند, جمهوری دمکراتیک آلمان, رومانی, لهستان, اسپانیا و یوگسلاوی

## جدول مدال‌ها
| رده | کشور               |   |   |   | مجموع |
| --- | ------------------ | - | - | - | ----- |
| ۱   | اتحاد جماهیر شوروی | ۳ | ۳ | ۱ | ۷     |
| ۲   | بلغارستان          | ۰ | ۰ | ۲ | ۲     |